# Piotr Bąk
Piotr Bąk (1911–2000) byl polský jazykovědec.
V roce 1938 ukončil magisterské studium. V roce 1962 obhájil na Varšavské univerzitě dizertační práci Gwara okolic Kramska, připravenou pod dohledem Zdzisława Stiebera.
Byl autorem publikací v oblasti lingvistiky, kultury živého slova a metodiky výuky polského jazyka, publikovaných v časopisech „Język Polski“, „Polonistyka“, „Poradnik Językowy“ i sbornících „Rozprawy Komisji Językowej Łódzkiego Towarzystwa Naukowego“ a „Zeszyty Naukowe Uniwersytetu Łódzkiego“.

## Dílo
- Słownictwo gwary okolic Kramska (1960)
- Gwara okolic Kramska w powiecie konińskim (1968)
- Nauka czytania i recytacji w wyższych klasach szkoły podstawowej (1972, několik vydání)
- Gramatyka języka polskiego (1977, několik vydání)
  -  Gramatyka języka polskiego: Zarys popularny. XIV. vyd. Varšava: Wiedza Powszechna, 2010. ISBN 978-83-214-1467-6. (polsky)
- Czytanie i recytacja w klasach początkowych (1984)